# Bismarckinsel (Drüsensee)
Die Bismarckinsel ist eine kleine Insel im holsteinischen Drüsensee südlich der Stadt Mölln.
Das 150 Meter lange und 50 Meter breite Eiland ist dicht bewaldet. Die fast rechteckige Insel findet sich in der Mitte des langgestreckten Sees. Die Bismarckinsel ist nicht bewohnt.